# Čerťák
Die Sprungschanzenanlage Čerťák am Nordhang des Berges Čertova hora (deutsch Teufelsberg) im tschechischen Harrachov (deutsch Harrachsdorf) besteht aus fünf Skisprungschanzen, darunter eine von weltweit sechs Skiflugschanzen. Harrachov war regelmäßiger Austragungsort für Welt- und Kontinentalcupspringen sowie Weltcupskifliegen und Skiflugweltmeisterschaften. Seit 2014 verfallen die Anlagen aufgrund finanzieller Probleme, die letzte Schanze wurde 2018 gesperrt.

## Geschichte
Bereits um die Wende vom 19. zum 20. Jahrhundert wurden in Harrachov die ersten Skiclubs gegründet. 1922 wurde die erste Sprungschanze mit künstlichem Anlaufturm in Böhmen von einem tschechischen Sportclub errichtet, allerdings noch nicht am Čerťák, sondern am Ptačince (Vogelstein) im Ortsteil Ryžoviště (Seifenbach). Dort konnte man bereits 30 Meter springen. Die Schanze wurde mehrmals erweitert, so dass bald um die 50 Meter erreicht wurden. Anfang der 1930er-Jahre wurde unweit der alten Schanze eine neue errichtet, auf der Weiten um die 70 Meter erreicht werden konnten, diese wurde aber 1937 von einem Sturm zerstört und nicht mehr saniert.
Am Čerťák selbst wurde auch schon Anfang der 1920er-Jahre die erste Schanze von einem deutschen Sportclub errichtet. Diese wurde im Laufe der Jahre immer wieder erweitert und vergrößert, später kam auch eine kleinere Schanze dazu. Hier wurden Sudetendeutsche Meisterschaften, Deutsche Jugendmeisterschaften und international besetzte Teufelsberg-Sprungläufe veranstaltet. Auf der größeren Schanze wurden dabei Weiten um die 60 Meter erreicht.
1946 vereinigten sich die beiden Vereine, und in der Folge wurde nur noch am Čerťák gesprungen.
1952 wurden die Schanzen neu errichtet, schon damals gab es aber Pläne, eine 100-Meter-Schanze zu bauen.
1955 schließlich wurde das gesamte Areal neu ausgearbeitet, die große Schanze wurde zur K70-, die kleine zur K50-Schanze umgebaut. Zusätzlich wurde eine K30-Schanze errichtet, die ein Jahr später mit Matten belegt wurde und somit die erste Mattenschanze der Tschechoslowakei war.
Als in den 1970er-Jahren die Holzkonstruktionen aus dem Jahr 1955 baufällig wurden, war eine Erneuerung unumgänglich. Daraufhin beschloss der damalige tschechoslowakische Skiverband den Neubau des Areals in seiner heutigen Form. Es entstanden insgesamt fünf Schanzen. Die Mammutschanze, also die heutige Flugschanze, eine K120-Schanze, eine K90-Schanze sowie eine K70- und eine K40-Schanze.
1979 wurde das neue Areal feierlich eröffnet, im März 1980 wurde die Flugschanze bei der Skiflugwoche eingeweiht. 1983 gab es die erste Skiflug-Weltmeisterschaft vor rund 60.000 Zuschauern. In den folgenden Jahren machte die Schanze jedoch mehr Schlagzeilen mit schweren Stürzen als mit weiten Flügen. Der Luftstand war mit bis zu zwölf Metern zu hoch, was dazu führte, dass die FIS die Schanze sperrte. Da dieses Problem nahezu alle Flugschanzen betraf, wurde seinerzeit erkannt, dass ein Luftstand von fünf Metern für die Springer wesentlich sicherer ist und trotzdem große Weiten erreicht werden können, wenn das Schanzenprofil entsprechend angepasst wird. Der Einzug des V-Stils besiegelte schließlich die Profiländerung der Schanzen.
Von 1989 bis 1992 wurde die Flugschanze nach neuesten Erkenntnissen umgebaut, wobei der K-Punkt auf 185 Meter verlegt und eine Windschutzwand installiert wurde. Andreas Goldberger überflog 1996 die magische 200-Meter-Marke auf dieser Schanze.
Auch die anderen vier Schanzen wurden auf den neuesten Stand der Technik gebracht, die K90-Schanze erhielt 1998 eine Keramikspur und eine Mattenbelegung.

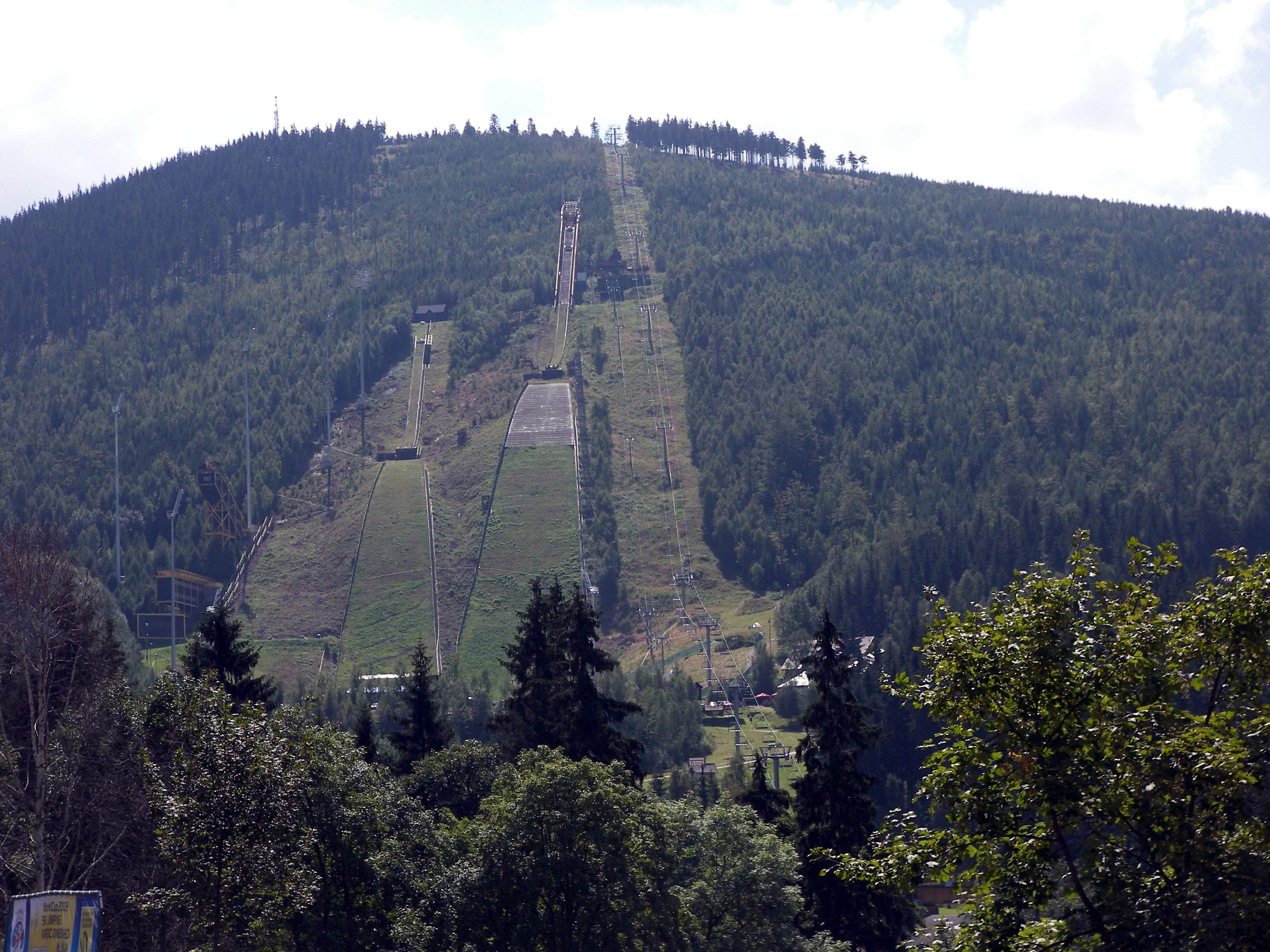
Die Schanzenanlage 2009

Der letzte Wettbewerb der Weltelite in Harrachov fand im Rahmen der Skiflug-Weltmeisterschaft 2014 statt. Der Teamwettbewerb musste windbedingt abgesagt werden.
Die Flugschanze wurde 2014 stillgelegt, die K90 als letzte der kleineren Anlagen 2018. Unter der Voraussetzung, dass der tschechische Staat die Modernisierung und somit die Wiederinbetriebnahme der Schanzenanlage finanziere, war Harrachov der einzige Bewerber für die Skiflug-Weltmeisterschaft 2024. Nachdem Harrachov den Zuschlag erhalten hatte, wurde Ende Oktober 2019 die Ausrichtung der Skiflug-WM aufgrund anhaltender finanzieller Schwierigkeiten wieder abgegeben.
Immerhin wurden 2022 an der HS100-Schanze Sanierungsarbeiten gestartet, sodass eine neue Zertifizierung erteilt wurde, die zwischenzeitlich bis 2030 verlängert wurde. So konnten am 11. und 12. Februar 2023 Alpencup-Wettkämpfe in der Nordischen Kombination in Harrachov stattfinden, ebenso im Folgejahr am 17. und 18. Februar.
Die weitere Schanzenanlage befindet sich derzeit (Sommer 2025) in einem äußerst maroden Zustand. Die Schanzen waren für die Nationalmannschaften die einzigen in ganz Tschechien, die das ganze Jahr über genutzt werden konnten. Am 20. Juli 2025 begann die Sanierung der Großschanze HS142 (K125) mit einem angestrebten Ausbau der Anlage auf eine Hillsize von 162 Metern.

## Čerťák-Skiflugschanze
Die Čerťák-Skiflugschanze war eine von weltweit sechs Skiflugschanzen. Sie war regelmäßig Austragungsort von Skiflugweltcups und -meisterschaften. Die letzten Weltcupveranstaltungen fanden in der Saison 2012/13 statt. Aufgrund der Wetterbedingungen fanden beide Springen am Sonntag statt. Der Sieger hieß beide Male Gregor Schlierenzauer. Die letzte Skiflug-Weltmeisterschaft auf dieser Schanze fand im Jahr 2014 statt, Severin Freund konnte diese für sich entscheiden.

### Technische Daten
| Čerťák-Skiflugschanze           | Čerťák-Skiflugschanze |
| Anlauf                          | Anlauf                |
| ------------------------------- | --------------------- |
| Anlauflänge                     | 124,3 m               |
| Anlaufgeschwindigkeit           | ca. 103,0 km/h        |
| Schanzentisch                   |                       |
| Tischhöhe                       | 4,6 m                 |
| Neigung des Schanzentisches (α) | 10,5°                 |
| Aufsprung                       |                       |
| Hillsize                        | 205 m                 |
| Konstruktionspunkt              | 185 m                 |
| K-Punkt Neigungswinkel (β)      | 34,5°                 |

### Schanzenrekord
- 214,5 m –  Matti Hautamäki, 9. März 2002
- 214,5 m –  Thomas Morgenstern, 18. Januar 2008

### Entwicklung des Schanzenrekordes
Nachfolgend eine Aufstellung der Schanzenrekordentwicklung seit Beginn der Wettbewerbe auf der Flugschanze.
| Jahr | Name                 | Weite   |
| ---- | -------------------- | ------- |
| 1980 | Armin Kogler         | 176,0 m |
| 1983 | Pavel Ploc           | 181,0 m |
| 1985 | Ole Gunnar Fidjestøl | 183,0 m |
| 1992 | Christof Duffner     | 194,0 m |
| 1996 | Roar Ljøkelsøy       | 201,0 m |
| 1996 | Andreas Goldberger   | 201,0 m |
| 1996 | Jakub Jiroutek       | 201,0 m |
| 1996 | Jan Balcar           | 203,0 m |
| 1996 | Andreas Goldberger   | 204,0 m |
| 2001 | Matti Hautamäki      | 205,0 m |

| Jahr | Name               | Weite   |
| ---- | ------------------ | ------- |
| 2001 | Adam Małysz        | 206,5 m |
| 2001 | Sven Hannawald     | 211,0 m |
| 2001 | Adam Małysz        | 212,0 m |
| 2001 | Risto Jussilainen  | 212,5 m |
| 2002 | Anders Bardal      | 212,5 m |
| 2002 | Matti Hautamäki    | 214,5 m |
| 2008 | Thomas Morgenstern | 214,5 m |

## Čerťák-Großschanze
Auf der Großschanze am Čerťák wurden regelmäßig Weltcup-Wettbewerbe ausgetragen. In der Saison 2006/07 und in der Saison 2010/11 mussten die Springen Anfang Dezember wegen Schneemangels abgesagt werden. Die Geschichte dieses Bakkens wird hier behandelt. Mit einem Tischwinkel von 10,5 Grad haben die beiden Schanzen am Čerťák den flachsten Anlauf aller Weltcup-Schanzen.

### Technische Daten
| Čerťák-Großschanze              | Čerťák-Großschanze |
| Anlauf                          | Anlauf             |
| ------------------------------- | ------------------ |
| Anlauflänge                     | 115,5 m            |
| Anlaufgeschwindigkeit           | ca. 92,0 km/h      |
| Schanzentisch                   |                    |
| Tischhöhe                       | 3,9 m              |
| Neigung des Schanzentisches (α) | 10,5°              |
| Aufsprung                       |                    |
| Hillsize                        | 142 m              |
| Konstruktionspunkt              | 125 m              |
| K-Punkt Neigungswinkel (β)      | 37,0°              |

### Schanzenrekord
- 145,5 m –  Janne Ahonen, 12. Dezember 2004 (WCS)

### Weitester Sprung
- 151,0 m –  Martin Koch, 17. Dezember 2004 (COC-H)

## Čerťák-Normalschanze
Auf der Normalschanze in Harrachov wurden Weltcupbewerbe in der Nordischen Kombination und FIS-Cup-Springen sowie die Wettbewerbe der Junioren-Weltmeisterschaften 1993 ausgetragen. Seit 1998 gab es eine Keramikspur und Matten, so dass die Schanze ganzjährig besprungen werden konnte. Die Geschichte der Schanze wird in diesem Abschnitt behandelt.

### Technische Daten
| Čerťák-Normalschanze            | Čerťák-Normalschanze |
| Schanzentisch                   | Schanzentisch        |
| ------------------------------- | -------------------- |
| Neigung des Schanzentisches (α) | 11,0°                |
| Aufsprung                       |                      |
| Hillsize                        | 100 m                |
| Konstruktionspunkt              | 90 m                 |
| K-Punkt Neigungswinkel (β)      | 34,0°                |

### Schanzenrekord
- 102,5 m –  Roman Koudelka, 16. September 2004

## Weitere Schanzen
Außer den drei oben beschriebenen Schanzen gibt es in Harrachov noch eine K70-Schanze, auf der der Tscheche Jan Matura den Schanzenrekord mit 77 Metern hält, und eine K40-Schanze, auf der der Tscheche František Vaculík den Rekord mit 43,5 Metern hält.

## Internationale Wettbewerbe
Genannt werden alle von der FIS organisierten Sprungwettbewerbe.
| Datum             | Kategorie         | Schanze | 1. Platz                                                            | 2. Platz                                                                       | 3. Platz                                                                 |
| ----------------- | ----------------- | ------- | ------------------------------------------------------------------- | ------------------------------------------------------------------------------ | ------------------------------------------------------------------------ |
| 10. Januar 1981   | Weltcup           | K120    | Roger Ruud                                                          | Armin Kogler                                                                   | Per Bergerud                                                             |
| 8. Januar 1983    | Weltcup           | K120    | Holger Freitag                                                      | Markku Pusenius                                                                | Klaus Ostwald                                                            |
| 9. Januar 1983    | Weltcup           | K120    | Pavel Ploc                                                          | Klaus Ostwald                                                                  | Markku Pusenius                                                          |
| 17./18. März 1983 | Weltmeisterschaft | K185    | Klaus Ostwald                                                       | Pavel Ploc                                                                     | Matti Nykänen                                                            |
| 14. Januar 1984   | Weltcup           | K120    | Jiří Parma                                                          | Jens Weißflog                                                                  | Pavel Ploc                                                               |
| 23. Februar 1985  | Weltcup           | K185    | Ole Gunnar Fidjestøl                                                | Miran Tepeš                                                                    | Jiří Parma                                                               |
| 24. Februar 1985  | Weltcup           | K185    | Wettkampf wegen starken Windes abgesagt                             | Wettkampf wegen starken Windes abgesagt                                        | Wettkampf wegen starken Windes abgesagt                                  |
| 11. Januar 1986   | Weltcup           | K120    | Matti Nykänen                                                       | Ernst Vettori                                                                  | Jiří Parma                                                               |
| 10. Januar 1988   | Weltcup           | K120    | Wettkampf abgesagt                                                  | Wettkampf abgesagt                                                             | Wettkampf abgesagt                                                       |
| 15. Januar 1989   | Weltcup           | K120    | Jan Boklöv                                                          | Risto Laakkonen                                                                | Ladislav Dluhoš                                                          |
| 19. März 1989     | Weltcup           | K185    | Ole Gunnar Fidjestøl                                                | Mike Holland                                                                   | Jan Boklöv                                                               |
| 12. Januar 1990   | Weltcup           | K120    | Dieter Thoma                                                        | Ladislav Dluhoš                                                                | Jiří Parma                                                               |
| 21. Februar 1992  | Weltmeisterschaft | K185    | Noriaki Kasai                                                       | Andreas Goldberger                                                             | Roberto Cecon                                                            |
| 16. Januar 1993   | Weltcup           | K120    | Wettkämpfe wegen Schneemangels abgesagt                             | Wettkämpfe wegen Schneemangels abgesagt                                        | Wettkämpfe wegen Schneemangels abgesagt                                  |
| 17. Januar 1993   | Weltcup           | K120    | Wettkämpfe wegen Schneemangels abgesagt                             | Wettkämpfe wegen Schneemangels abgesagt                                        | Wettkämpfe wegen Schneemangels abgesagt                                  |
| 2. März 1993      | Junioren-WM       | K90     | Janne Ahonen                                                        | Andreas Widhölzl                                                               | Alexander Herr                                                           |
| 3. März 1993      | Junioren-WM       | K90     | FinnlandRisto Jussilainen Janne Ahonen Olli Happonen Tuomo Kykkänen | ÖsterreichGerhard Schallert Ingemar Mayr Thomas Kuglitsch Andreas Widhölzl     | DeutschlandStephan Petersohn Ronny Hornschuh Bernd Börnig Alexander Herr |
| 9. März 1996      | Weltcup           | K185    | Andreas Goldberger                                                  | Christof Duffner                                                               | Jaroslav Sakala                                                          |
| 10. März 1996     | Weltcup           | K185    | Wettkampf abgesagt                                                  | Wettkampf abgesagt                                                             | Wettkampf abgesagt                                                       |
| 14. Dezember 1996 | Weltcup           | K120    | Kazuyoshi Funaki                                                    | Primož Peterka                                                                 | Takanobu Okabe                                                           |
| 15. Dezember 1996 | Weltcup           | K120    | Primož Peterka                                                      | Andreas Goldberger                                                             | Kristian Brenden                                                         |
| 12. Dezember 1997 | Weltcup           | K90     | Masahiko Harada                                                     | Primož Peterka Dieter Thoma                                                    |                                                                          |
| 19. Dezember 1998 | Weltcup           | K120    | Janne Ahonen                                                        | Ronny Hornschuh                                                                | Kazuyoshi Funaki                                                         |
| 20. Dezember 1998 | Weltcup           | K120    | Janne Ahonen                                                        | Noriaki Kasai                                                                  | Andreas Widhölzl                                                         |
| 6. Februar 1999   | Weltcup           | K185    | Wettkampf abgesagt                                                  | Wettkampf abgesagt                                                             | Wettkampf abgesagt                                                       |
| 7. Februar 1999   | Weltcup           | K120 1  | Janne Ahonen                                                        | Lasse Ottesen                                                                  | Jakub Sucháček                                                           |
| 11. März 2000     | Continental Cup   | K120    | Jaroslav Sakala                                                     | Martin Koch                                                                    | Thomas Hörl                                                              |
| 12. März 2000     | Continental Cup   | K120    | Dirk Else                                                           | Martin Koch                                                                    | Jaroslav Sakala                                                          |
| 13. Januar 2001   | Weltcup           | K185    | Adam Małysz                                                         | Martin Schmitt                                                                 | Risto Jussilainen                                                        |
| 14. Januar 2001   | Weltcup           | K185    | Adam Małysz                                                         | Janne Ahonen                                                                   | Martin Schmitt                                                           |
| 10. März 2001     | Continental Cup   | K120    | Jaroslav Sakala                                                     | Łukasz Kruczek                                                                 | Jan Matura                                                               |
| 10. März 2002     | Weltmeisterschaft | K185    | Sven Hannawald                                                      | Martin Schmitt                                                                 | Matti Hautamäki                                                          |
| 11. Dezember 2004 | Weltcup           | HS142   | Adam Małysz                                                         | Janne Ahonen                                                                   | Georg Späth                                                              |
| 12. Dezember 2004 | Weltcup           | HS142   | Janne Ahonen                                                        | Roar Ljøkelsøy                                                                 | Jakub Janda                                                              |
| 18. Dezember 2004 | Continental Cup   | HS142   | Martin Koch                                                         | Roland Müller                                                                  | Jan Mazoch                                                               |
| 19. Dezember 2004 | Continental Cup   | HS142   | Roland Müller                                                       | Jan Mazoch                                                                     | Martin Koch                                                              |
| 10. Dezember 2005 | Weltcup           | HS142   | Andreas Küttel                                                      | Michael Uhrmann                                                                | Janne Ahonen                                                             |
| 11. Dezember 2005 | Weltcup           | HS142   | Jakub Janda                                                         | Janne Ahonen                                                                   | Andreas Küttel                                                           |
| 16. Dezember 2005 | Continental Cup   | HS142   | Wettkampf abgesagt                                                  | Wettkampf abgesagt                                                             | Wettkampf abgesagt                                                       |
| 17. Dezember 2005 | Continental Cup   | HS142   | Anders Bardal                                                       | Jurij Tepeš                                                                    | Henning Stensrud                                                         |
| 18. Dezember 2005 | Continental Cup   | HS142   | Wettkampf abgesagt                                                  | Wettkampf abgesagt                                                             | Wettkampf abgesagt                                                       |
| 14. Januar 2006   | FIS Cup           | HS100   | Roman Koudelka                                                      | Jan Mazoch                                                                     | Michal Doležal                                                           |
| 15. Januar 2006   | FIS Cup           | HS100   | Jan Mazoch                                                          | Lukáš Hlava                                                                    | Roman Koudelka                                                           |
| 2. Dezember 2006  | Continental Cup   | HS142   | Wettkampf abgesagt                                                  | Wettkampf abgesagt                                                             | Wettkampf abgesagt                                                       |
| 3. Dezember 2006  | Continental Cup   | HS142   | Wettkampf abgesagt                                                  | Wettkampf abgesagt                                                             | Wettkampf abgesagt                                                       |
| 9. Dezember 2006  | Weltcup           | HS142   | Wettkampf abgesagt                                                  | Wettkampf abgesagt                                                             | Wettkampf abgesagt                                                       |
| 10. Dezember 2006 | Weltcup           | HS142   | Wettkampf abgesagt                                                  | Wettkampf abgesagt                                                             | Wettkampf abgesagt                                                       |
| 15. Dezember 2007 | FIS Cup           | HS100   | Antonín Hájek                                                       | Ondřej Vaculík                                                                 | Jakub Kot                                                                |
| 16. Dezember 2007 | FIS Cup           | HS100   | Antonín Hájek                                                       | Ondřej Vaculík                                                                 | Čestmír Kožíšek                                                          |
| 19. Januar 2008   | Weltcup           | HS205   | Wettkampf abgebrochen                                               | Wettkampf abgebrochen                                                          | Wettkampf abgebrochen                                                    |
| 20. Januar 2008   | Weltcup           | HS205   | Janne Ahonen                                                        | Tom Hilde                                                                      | Anders Jacobsen                                                          |
| 20. Januar 2008   | Weltcup           | HS205   | Wettkampf abgebrochen                                               | Wettkampf abgebrochen                                                          | Wettkampf abgebrochen                                                    |
| 10. Januar 2009   | FIS Cup           | HS100   | Richard Freitag                                                     | Jakub Kot                                                                      | Grzegorz Miętus                                                          |
| 11. Januar 2009   | FIS Cup           | HS100   | Richard Freitag                                                     | Dawid Kowal                                                                    | Jakub Kot Jaka Hvala                                                     |
| 12. Dezember 2009 | Weltcup           | HS142   | Wettkämpfe wegen Schneemangels abgesagt                             | Wettkämpfe wegen Schneemangels abgesagt                                        | Wettkämpfe wegen Schneemangels abgesagt                                  |
| 13. Dezember 2009 | Weltcup           | HS142   | Wettkämpfe wegen Schneemangels abgesagt                             | Wettkämpfe wegen Schneemangels abgesagt                                        | Wettkämpfe wegen Schneemangels abgesagt                                  |
| 8. Januar 2010    | FIS Cup           | HS100   | Felix Brodauf                                                       | Tomaž Naglič                                                                   | Čestmír Kožíšek                                                          |
| 9. Januar 2010    | FIS Cup           | HS100   | Čestmír Kožíšek                                                     | Felix Brodauf                                                                  | Jure Bogataj                                                             |
| 11. Dezember 2010 | Weltcup           | HS142   | Wettkampf wegen starken Windes abgesagt                             | Wettkampf wegen starken Windes abgesagt                                        | Wettkampf wegen starken Windes abgesagt                                  |
| 12. Dezember 2010 | Weltcup           | HS142   | Wettkampf wegen starken Windes abgesagt                             | Wettkampf wegen starken Windes abgesagt                                        | Wettkampf wegen starken Windes abgesagt                                  |
| 8. Januar 2011    | Weltcup           | HS205   | Martin Koch                                                         | Thomas Morgenstern                                                             | Adam Małysz                                                              |
| 9. Januar 2011    | Weltcup           | HS205   | Thomas Morgenstern                                                  | Simon Ammann                                                                   | Roman Koudelka                                                           |
| 9. Dezember 2011  | Weltcup           | HS142   | Gregor Schlierenzauer                                               | Daiki Itō                                                                      | Anders Bardal                                                            |
| 10. Dezember 2011 | Weltcup           | HS142   | NorwegenTom Hilde Bjørn Einar Romøren Vegard Sklett Anders Bardal   | ÖsterreichThomas Morgenstern David Zauner Andreas Kofler Gregor Schlierenzauer | SlowenienJernej Damjan Jure Šinkovec Peter Prevc Robert Kranjec          |
| 11. Dezember 2011 | Weltcup           | HS142   | Richard Freitag                                                     | Thomas Morgenstern                                                             | Severin Freund                                                           |
| 3. Februar 2013   | Weltcup           | HS205   | Gregor Schlierenzauer                                               | Robert Kranjec                                                                 | Jan Matura                                                               |
| 3. Februar 2013   | Weltcup           | HS205   | Gregor Schlierenzauer                                               | Jan Matura                                                                     | Jurij Tepeš                                                              |
| 15. März 2014     | Weltmeisterschaft | HS205   | Severin Freund                                                      | Anders Bardal                                                                  | Peter Prevc                                                              |
| 11. März 2016     | FIS Cup           | HS100   | Nika Križnar                                                        | Špela Rogelj                                                                   | Julia Clair                                                              |
| 11. März 2016     | FIS Cup           | HS100   | Simon Greiderer                                                     | Mika Schwann                                                                   | Danny Queck                                                              |
| 12. März 2016     | FIS Cup           | HS100   | Špela Rogelj                                                        | Urša Bogataj                                                                   | Julia Clair                                                              |
| 12. März 2016     | FIS Cup           | HS100   | Danny Queck                                                         | Lucas Schaffer                                                                 | Žiga Jelar                                                               |